# 第十二代德文郡公爵佩里格林·卡文迪許
第十二代德文郡公爵佩里格林·安德魯·莫尼·卡文迪許 KCVO CBE DL（1944年4月27日—）是一名英格蘭貴族。他所在的德文郡公爵家族估計擁有高達約9億英鎊的財產，持有包括查茨沃斯莊園、林業和農業用地等多處房產，以及美術及當代藝術作品等收藏品。

## 生平
佩里格林·卡文迪許是第十一代德文郡公爵安德魯·卡文迪許和妻子黛博拉·米特福德唯一一個存活到成年的兒子。他曾先後就讀於伊頓公學、牛津大學艾希特學院（修讀歷史）和皇家農業學院。
公爵在2007年獲任命為謝菲爾德美術館和博物館信託和華勒斯典藏館的信托人，並分別於2012年及2015年卸任。他也曾擔任義本聖威爾弗里德療養院（St Wilfrid's Hospice）的贊助人、北約克郡及德比郡的酒店連品牌德文郡紋章鄉村酒店（Devonshire Arms Hotel Group）主席，以及蘇富比的副主席。他同時也是倫敦海伍德·希爾書店的店主，他的姨母南希·米特福德曾在該店工作。
佩里格林會收集現代英國藝術和當代藝術風格的畫作及雕塑，以及其他領域的藝術作品，並將他們展出在查茨沃斯莊園之內；BBC更曾以公爵、公爵夫人和他們名下的房產及莊園為主題拍攝一系列名為《查茨沃斯》的紀錄片。公爵曾在2012年12月於蘇富比的拍賣會上以2,970萬歐元賣出拉斐爾的素描作品《青年使徒頭像（Auxiliary cartoon for the Head of a Young Apostle）》。公爵伉儷在2019年更曾借出多幅查茨沃斯莊園的藝術收藏品予蘇富比在紐約的畫廊展出。
2008年10月28日，公爵獲任命為德比大學的第三任校監。他在2018年3月卸任，並在公爵本人的提名下由兒子伯靈頓伯爵威廉·卡文迪許繼任為大學的第四任校監。
卡文迪許鋼琴品牌就是以公爵的家族姓氏命名，以紀念及肯定公爵在公司創立初期的貢獻和支持。
自莫西亞團成立之初，歷代德文郡公爵都會贈送黑面羊作為軍團的吉祥物。在上一任吉祥物去世後，佩里格林以公爵身份在2017年12月向莫西亞團再次贈送了第三十二代黑面羊（Private Derby XXXII）。

## 賽馬
公爵在賽馬界相當有名，並曾先後擔任女王陛下在雅士谷的代表和雅士谷賽馬場有限公司主席。他在1980年獲選為英國賽馬會董事局成員，並於1989年獲任命為董事局主席。他在五年任期期間見證了賽馬業界的轉變，其中就包括了英國賽馬委員會的成立。公爵在1993年6月獲任命為賽馬委員會的首任主席，並在1996年卸任。
公爵在1997年因其對賽馬業的貢獻而獲頒大英帝國司令勳章；他在2009年新年授勳獲授予皇家維多利亞爵級騎士勳章，以表彰其作為女王陛下在雅士谷的代表期間的服務。

## 婚姻與子嗣
1967年6月28日，佩里格林在倫敦聖馬田教堂與阿曼達·海伍德-朗斯代爾（Amanda Carmen Heywood-Lonsdale）結婚。二人育有一子兩女：
- 伯靈頓伯爵威廉·卡文迪許（英语：William Cavendish, Earl of Burlington）（1969年6月6日出生）
- 塞麗娜·卡文迪許女勳爵（1971年10月4日出生）
- 潔絲敏·卡文迪許女勳爵（1973年5月4日出生）

## 頭銜及榮譽

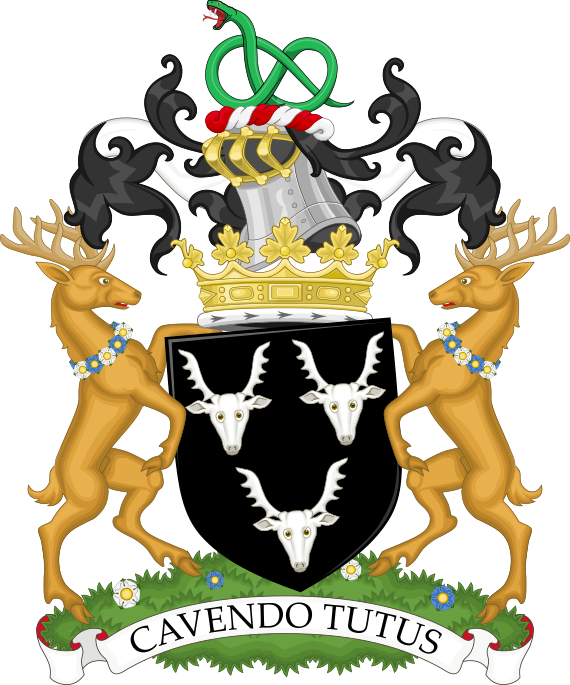
德文郡公爵紋章，以「謹慎自安（Cavendo Tutus）為銘言。」

### 頭銜
佩里格林在父親於2004年5月3日去世後繼承他的所以爵位及頭銜，包括第十二代德文郡公爵、第十二代哈廷頓侯爵、第七代伯靈頓伯爵、第十五代德文郡伯爵、第十五代哈德威克的卡文迪許男爵，以及第七代基斯利的卡文迪許男爵。
公爵曾在2010年2月公開指出，若廢除英國上議院所有世襲貴族議席的職務，那就等同於「貴族制度已死」；並表示他可能會因此放棄自己擁有的世襲頭銜。
|                                         | 這樣一來，人民想要的是什麼就很清楚了，而保持貴族頭銜就將讓人感到混亂。 |
| ——佩里格林·卡文迪許，《星期日泰晤士報》 |                                                                        |

### 榮譽
- 皇家維多利亞爵級騎士勳章（2008年[21]）
- 大英帝國司令勳章（1997年[20]）